# Rhamphomyia ciliata
Rhamphomyia ciliata är en tvåvingeart som beskrevs av Daniel William Coquillett 1895. Rhamphomyia ciliata ingår i släktet Rhamphomyia och familjen dansflugor.
Artens utbredningsområde är New Hampshire. Inga underarter finns listade i Catalogue of Life.